# David III d'Éthiopie
Pour les articles homonymes, voir David.
Davit III (né en 1695 et mort en 1721) fut Negusse Negest de l'Empire éthiopien sous le nom d'Adbar Sagad Ier de 1716 à 1721.
Fils de Iyasou Ier d'Éthiopie, il accède au trône après la mort de l'usurpateur Yostos le 11 février 1716.
Il fait construire à Gondar le « Pavillon de l’Allégresse » et persécute la faction des Catholiques Romains. Le 18 mai 1721, il meurt dans des circonstances mystérieuses, et plusieurs personnes de son entourage, accusées de l'avoir empoisonné, sont exécutées. Son demi frère Bacaffa l'Impitoyable monte alors sur le trône au détriment de leur autre demi-frère Wolde Guiorguis.

## Source bibliographique
- Paul B.Henze, Histoire de l'Éthiopie, l'œuvre du temps, traduction de Robert Wiren, éd. Moulin du Pont (2004)  (ISBN 2845865376).